# Камянка (Запорожка област)
Камянка (на украински: Кам'янка) е селище от градски тип в Южна Украйна, Запорожка област, Положки район.
Основано е през 1782 г. Населението му е 7408 души (2011).